# Dorothy Holman
Edith Dorothy Holman (18 de julio de 1883 - 15 de junio de 1968) fue una jugadora británica de tenis y tres veces campeona mundial de la ILTF, dos veces en individuales al ganar el World Covered Court Championships en 1919 y el World Hard Court Championships en 1920, y una vez en dobles ese mismo año. Además, fue doble medallista de plata en los Juegos Olímpicos de Amberes 1920 (individuales y dobles).

## Carrera
Holman nació en Kilburn, Londres. En 1920, ganó la medalla de plata en el evento individual y en la competencia de dobles con su compañera Geraldine Beamish. También compitió en el evento de dobles mixtos con Gordon Lowe, pero fueron eliminados en la primera ronda. En 1919, ganó el título de individuales en el Campeonato Mundial de Canchas Cubiertas, jugado en canchas de madera en el Sporting Club de París, derrotando a Germaine Regnier Golding en la final en sets seguidos. También ganó el Campeonato Mundial de Canchas Duras en 1920, derrotando a Francisca Subirana en sets seguidos.
Su mejor resultado en el Campeonato de Wimbledon fue en 1912 y 1913, cuando llegó a la semifinal del evento individual, que perdió ante Charlotte Cooper Sterry y Winifred Slocock McNair respectivamente.
Sus otros puntos destacados en individuales incluyen ganar el Aldeburgh Open (1909), el British Covered Court Championships, jugado en el Queen's Club en Londres, en cuatro ocasiones (1912, 1914, 1921 y 1922), y el Drive Club Tournament en Fulham en cemento duro cuatro veces (1912, 1920, 1922-1923).

## Finales de Campeonatos Mundiales

### Individuales (2 títulos)
| Resultado | Año  | Campeonato                        | Superficie | Oponente                 | Puntuación |
| --------- | ---- | --------------------------------- | ---------- | ------------------------ | ---------- |
| Victoria  | 1919 | World Covered Court Championships | Madera     | Germaine Regnier Golding | 6–3, 6–4   |
| Victoria  | 1920 | World Hard Court Championships    | Arcilla    | Francisca Subirana       | 6–0, 7–5   |